# Nyalam
Nyalam Dzong, Chinees: Nyalam Xian is een arrondissement in de prefectuur Shigatse in de Tibetaanse Autonome Regio, China. Het ligt direct aan de grens met Nepal. In 1999 telde het arrondissement 14.073 inwoners en het heeft een oppervlakte van 7.903 km².
De hoogte van het arrondissement varieert tussen de 1433 en 8012 meter. De gemiddelde temperatuur is 3 °C. Jaarlijks valt er gemiddeld 617,9 mm neerslag.
De hoofdplaats van het arrondissement is de gelijknamige plaats Nyalam. Een grensplaats vanuit Nepal is Dram, aan het eind van de nationale weg G18.
Andere plaatsen in het arrondissement zijn Yalai (亚来), Suozuo (琐作), Nailong (乃龙), Menbu (门布) en Borong (波绒) (Chinese spelling).

## Galerij

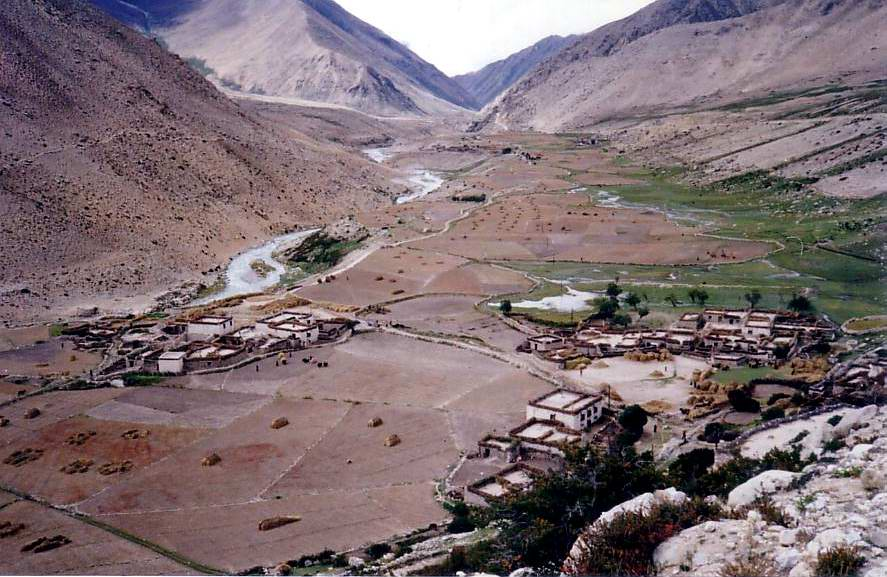
Grot van Milarepa
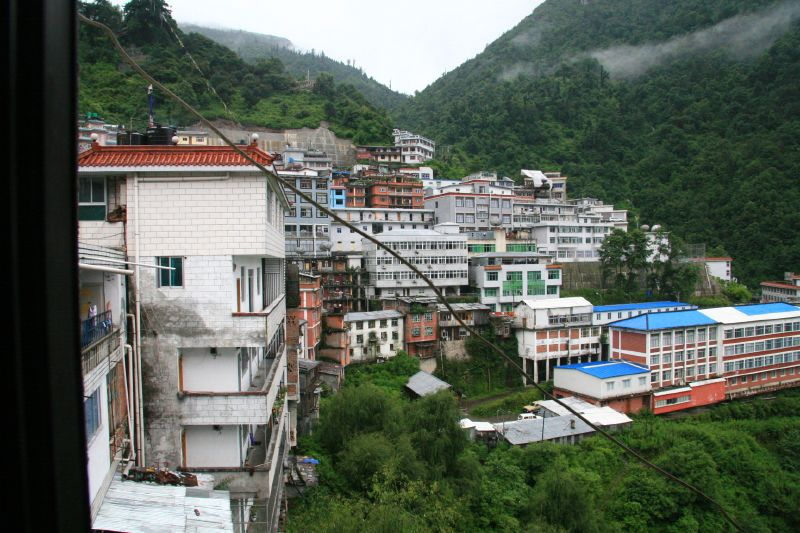
Dram
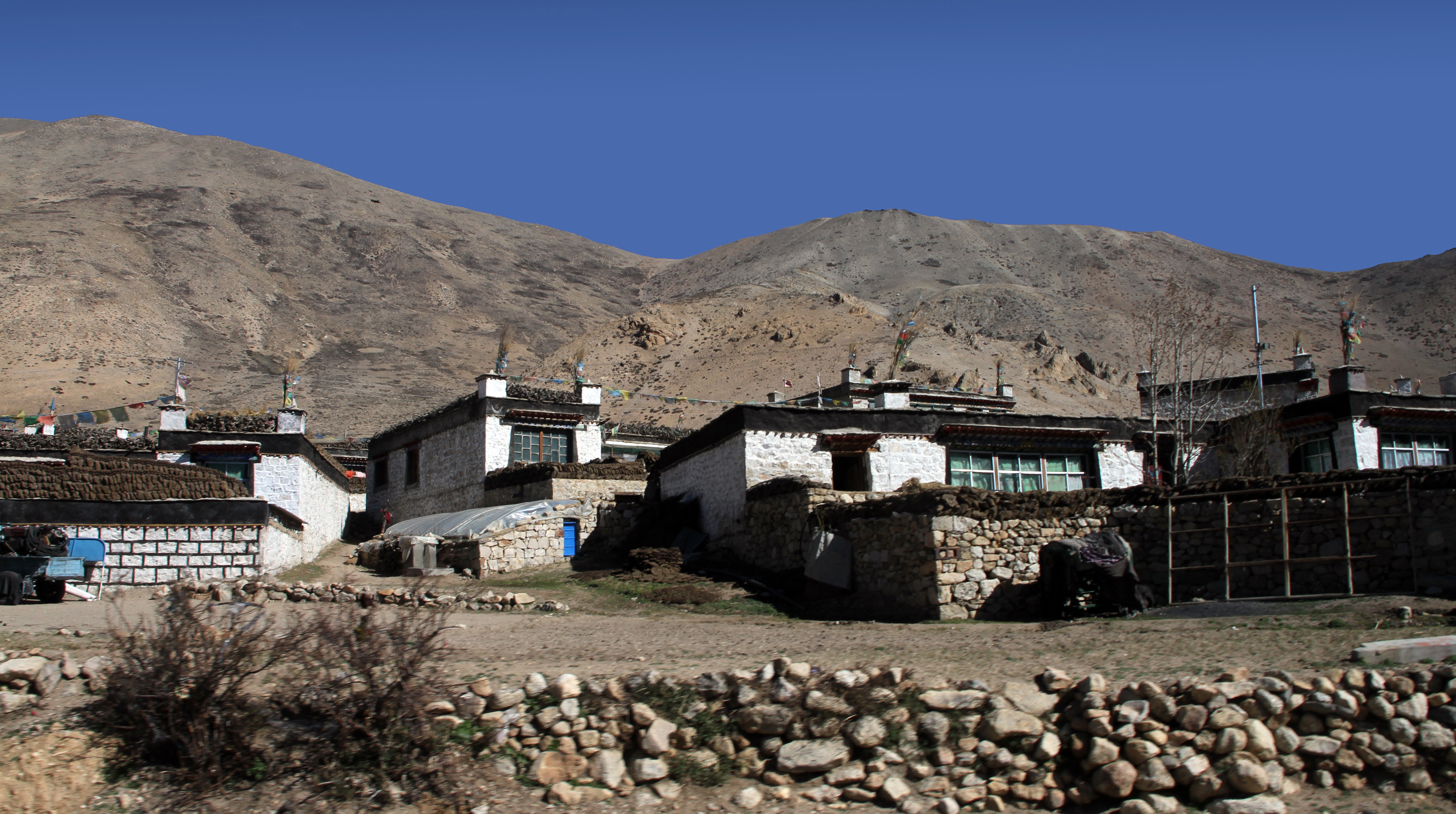
Dorp in Nyalam county
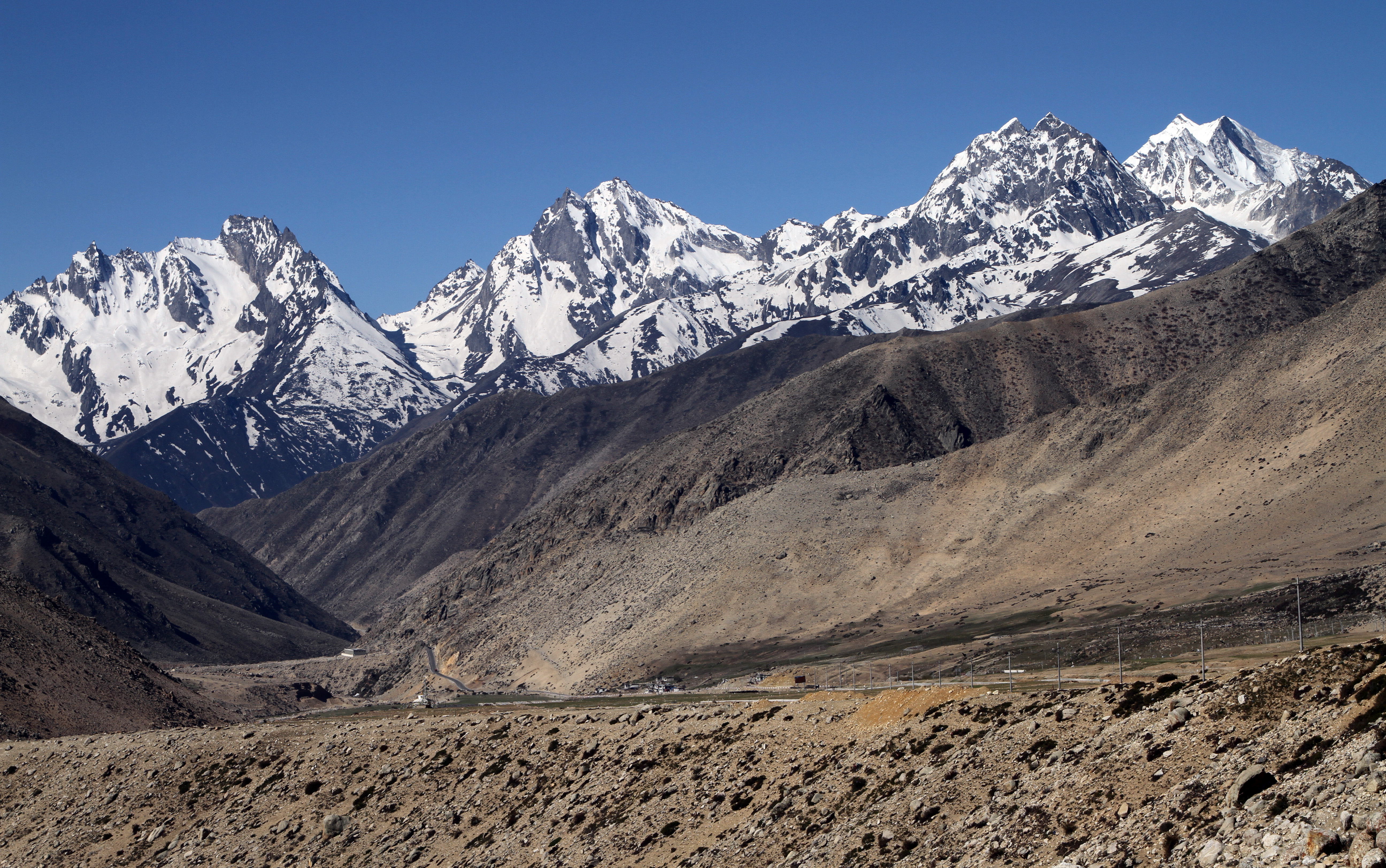
Bergen in Nyalam county